# 川井健
川井 健（かわい たけし、1927年8月23日 - 2013年5月15日）は、日本の法学者。学位は法学博士。専門は民法。第11代一橋大学学長、一橋大学名誉教授。広島市生まれ。位階は従三位。父の川井清一郎は川井訓導事件で知られる教育者。

## 概要
我妻栄の最後の弟子であるとされている。北海道大学法学部教授を経て、1971年4月、長らく民法の専任教員が好美清光1名しかいなかった一橋大学法学部の教授に島津一郎とともに就任する。1986年には今井賢一商学部長が学長選の学生投票で除斥され、種瀬茂学長が心労で急逝するなど混乱が生じる中、学園紛争期の都留重人第6代学長以来となる史上2人目の一橋出身者以外の学長として、第11代一橋大学学長に選出された。
学説につき川井は学説が多岐に分かれた論点でも、本質的にはおおよそ3つほどに分類でき、このような本質的でない学説の対立が実務を混乱させ、学生をいたずらにとまどわせる原因となり、ある学説のもたらす結論や効果を考慮しない非建設的な空理空論がもたらす弊害を指摘する。
川井の弟子として、元学校法人青山学院理事長の半田正夫、学習院大学教授の岡孝、横浜国立大学教授の高橋寿一、中央大学教授の本田純一、明治大学法科大学院教授の工藤祐巌が、他のゼミ生として元郵政事務次官・KDDI会長五十嵐三津雄や弁護士の中村直人、中山ひとみ元第二東京弁護士会副会長などがいる。

## 略歴
- 1944年 広島県立呉第二中学校（現・広島県立呉宮原高等学校）4年修了
- 1945年 陸軍士官学校予科卒業
- 1945年 陸軍航空士官学校中退（終戦による）
- 1949年 第六高等学校（現・岡山大学）卒業
- 1953年 東京大学法学部卒業[10]
- 1956年 東京大学大学院研究奨学生修了[10]
- 1956年 北海道大学法学部助教授[10]
- 1962年 法学博士（東北大学）[1]
- 1963年 北海道大学法学部教授[10]
- 1969年 北海道大学評議員
- 1971年 一橋大学法学部教授[10]
- 1979年 法務省法制審議会民法部会委員[10]
- 1980年 一橋大学法学部長[10]
- 1984年 一橋大学附属図書館長[11]
- 1985年から1990年まで 放送大学客員教授
- 1986年 6月、一橋大学学長種瀬茂の急逝に伴い学長事務取扱
- 1986年から1989年まで 一橋大学学長[10]
- 1990年 国土庁土地鑑定委員会委員[10]
- 1991年 一橋大学を定年退官し一橋大学名誉教授、創価大学法学部教授[10]、弁護士登録
- 1992年 東京都収用委員会会長代理[10]
- 1994年 帝京大学法学部教授[10]
- 2003年 瑞宝重光章受章[12][13]
- 2013年5月15日 死去。85歳。叙従三位[14]

## 職歴
日本私法学会理事、法制審議会民法部会委員、国土庁土地鑑定委員会委員、東京都収用委員会委員会長代理、防衛調達審議会会長、司法試験第二次試験考査委員、学術審議会科学研究費分科会専門委員、国民生活審議会臨時委員、建設省建設審議会委員、郵政省簡易生命保険郵便年金審査会委員、法務省民事行政審議会委員、大学入試センター評議員、東京家庭裁判所調停委員等を歴任。

## 主著
- 『ワークブック民法』（遠藤浩と共著）（有斐閣、1971年）
- 『担保物権法』（青林書院新社、1975年）
- 『設例民法学』（一粒社、1976年）
- 『消費者のための民法入門』（有斐閣、1977年）
- 『現代不法行為法研究』（日本評論社、1978年）
- 『製造物責任の研究』（日本評論社、1979年）
- 『無効の研究』（一粒社、1979年）
- 『欠陥商品と企業責任』（日本経済新聞社、1980年）
- 『設例民法学』（一粒社、1980年）
- 『民法判例と時代思潮』（日本評論社、1981年）
- 『民法入門〈総則編〉』（ぎょうせい、1982年）
- 『講義物権法・担保物権法』（篠塚昭次と共著）（青林書院、1982年）
- 『民法概論1 民法総則・第4版』（有斐閣、1995、第3版、2005年、第4版、2008年）
- 『民法概論2 物権・第2版』（有斐閣、1997、第2版、2005年）
- 『民法概論3 債権総論・第2版補訂版』（有斐閣、2002、第2版、2005年、第2版補訂版、2009年）
- 『民法概論4 債権各論』（有斐閣、2006年）
- 『民法概論5 親族・相続』（有斐閣、2007年）
- 『民法1 - 3』（勁草書房）我妻栄、有泉亨と共著 - ISBN 4-7527-0286-X
- 『はじめて学ぶ民法』（有斐閣、2011年）